# Punta Nizuc
Punta Nizuc en el estado de Quintana Roo, México, es una saliente de tierra ubicada en el extremo sur de la Isla Cancún.

## Localización
Punta Nizuc se encuentra ubicada a 21° 01' 25" de latitud norte y a los 86° 46' 09" de longitud oeste. La zona alberga hermosas formaciones coralinas y marca el principio de la barrera arrecifal que corre paralela a la costa oriental de la Península de Yucatán. Por su importancia ecológica ha sido declarada zona protegida. En su extremo sur se encuentra ubicado el Hotel Club Mediterranée.

## Puntas
En la Península de Yucatán el término Punta se utiliza para designar las formaciones relacionadas con la configuración de la costa. Por su morfología es posible distinguir dos tipos de Puntas: los extremos del cordón litoral que señalan las entradas de mar hacia los esteros y, por otro lado, las salientes de tierra hacia el mar, sean arenosas o pétreas, y que marcan un cambio de dirección en el trazo de la línea del litoral.

## Lugar de gran atractivo turístico
En la actualidad es un lugar vistado por una importante corriente turística lo cual ha ejercido una presión sobre el medio ambiente. De aquí que se hayan redoblado las medidas proteccionistas para el lugar.

### Hoteles
- Nizuc Resort & SPA[2][3]
- The Westin Resort & Spa Cancún
- Royal Solaris Cancún[4]
- GR Solaris Cancún[5]
- GR Caribe by Solaris[6]